# Hans Weddo von Glümer
Hans Weddo von Glümer (* 18. August 1867 in Pyritz; † nach 1915) war ein preußischer Bildhauer.

## Leben und Werk
Seine Eltern waren Weddo von Glümer (1811–1891) und Bertha von Borries. Der Sohn Hans Weddo hatte noch einen Bruder (Bodo) und Halbgeschwister.
Glümer war Schüler an der Kunstgewerbeschule und gehörte als Meisterschüler von Reinhold Begas der Berliner Bildhauerschule an. Er war ab 1884 in Berlin tätig. Glümer nahm an vielen Ausstellungen teil und fertigte meist Bildnisbüsten und Denkmäler, u. a. in Zeitz und Magdeburg.

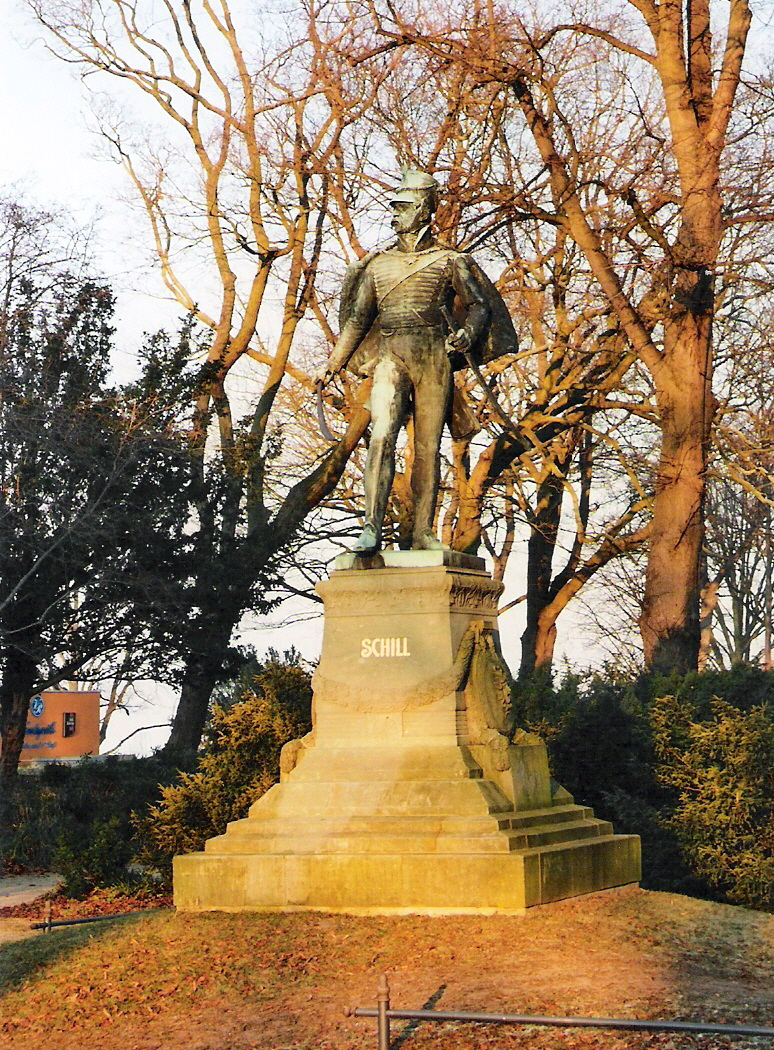
Denkmal für Ferdinand von Schill in Stralsund

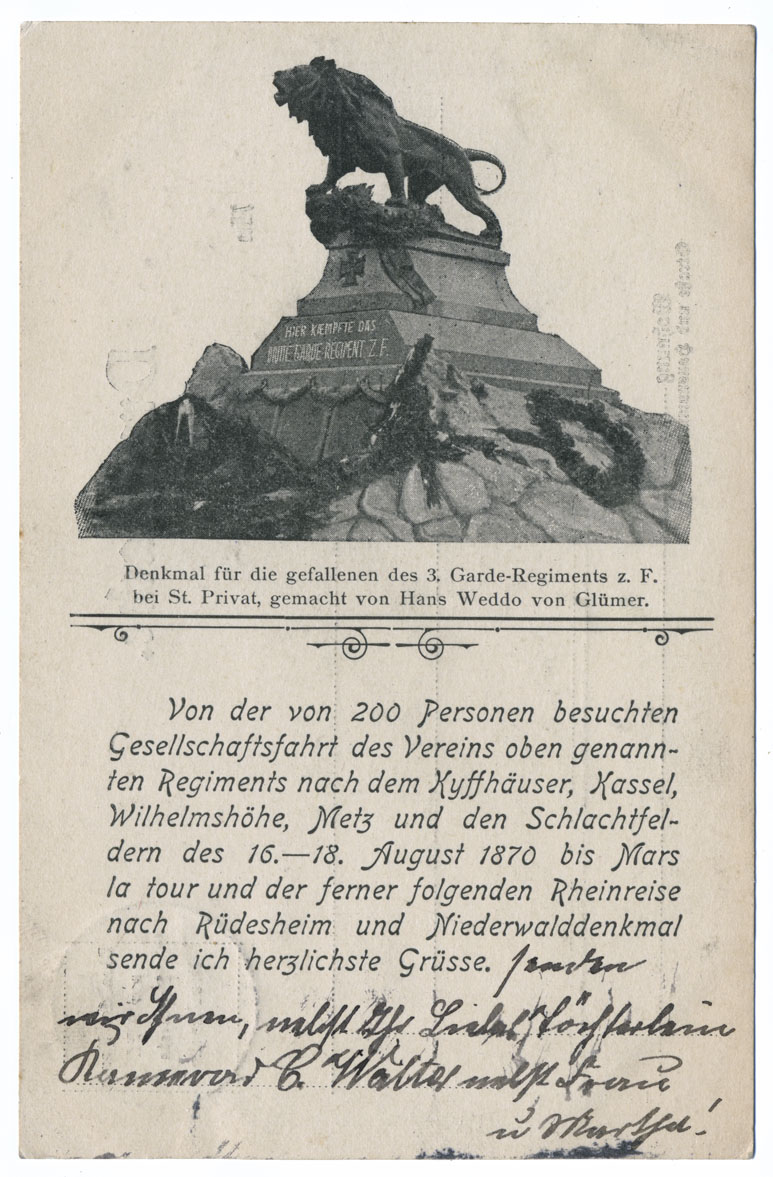
Denkmal für die Gefallenen des 3. Garderegiments zu Fuß in Gravelotte

Hans Weddo von Glümer schuf u. a. folgende Werke:
- 1897: Standbild des Balladenkomponisten Carl Loewe in Stettin[4]
- Büste des Staatsministers von Bötticher, im Reichsamt des Innern aufgestellt
- 1901: Regimentsdenkmal des Grenadier-Regiments Graf Kleist von Nollendorf bei Wœrth[5]
- 1903: Denkmal für Hans Bartsch von Sigsfeld auf dem Kasernengelände der Luftschiffer-Abteilung in Reinickendorf[6]
- 1905: Denkmal für Friedrich den Großen in Letschin[7]
- 1906: Denkmal für Friederich den Großen in Prenzlau
- 1906, Juni: Kaiser-Friedrich-Denkmal in Magdeburg, aufgestellt vor dem städtischen Museum[8]
- 1906: Denkmale für Kaiser Friederich III. in Prenzlau
- 1909: Denkmal für Ferdinand von Schill in Stralsund, → Hauptartikel: Schill-Denkmal (Stralsund)
- Denkmal für die Gefallenen des 3. Garderegiments zu Fuß in St. Privat[9]
- Denkmäler in Stettin: Karl der Große, Kaiser Wilhelm, Friedrich der Große und Kaiser Friedrich.[10]
- Kaiser-Wilhelm-Denkmal in Magdeburg
- (Entwurf): Reiterdenkmals
Glümer war am Wettbewerb von fünf Künstlern um die Errichtung des Denkmals in Windhoek (Namibia) beteiligt.[11] Das von ihm eingereichte Modell zeigte einen deutschen Soldaten, der von seinem Pferd abgestiegen ist und sich breitbeinig und mit stolzgeschwellter Brust in Siegerpose präsentiert. Hinter ihm unter dem Pferd liegt ein getöteter Afrikaner.[12] Sein Modell wurde nicht ausgewählt.